# 土居方玄
土居 方玄（どい まさつね、1512年（永正9年） - 1574年（天正2年））は、戦国時代の武将。
伊予国久米郡石井郷南土居（現在の愛媛県松山市）に生まれる。家系は土居孫九郎通成を始祖とする、伊予豪族である河野氏の支族土居氏で、方玄は浮穴群土居氏分家の2代目当主である。また土居下野守（しもつけのかみ）方玄（まさつね）と呼ばれることもある。父は通方、子は方貞（孫九郎）。
年称不明、方玄は河野家第39代当主河野通直の命で長宗我部氏討伐の為、上浮穴郡の本川野村（現在の内子町小田）に移り、河野家の家来である大野城主の大野直昌の家来となった。方玄は本川城を築き、その当主となった。
1574年（天正2年）8月、睨み合いを続けていた長宗我部軍の総大将、長宗我部元親より話し合いで和睦を結びたいとの一報が大野軍に入る。方玄含む大野軍は和睦を結ぶため、土佐（現在の高知県）と伊予との国境にある笹ケ峠を目指す。ところが丁度国境に差し掛かったころ、兵を隠しておいた長宗我部軍に囲まれてだまし討ちにされてしまう（笹ケ峠の戦い）。これにより土居下野守方玄は討死、63歳であった。
死後、子の土居孫九郎方貞が後を継いだが、1585年（天正13年）、豊臣秀吉による四国征伐によって、本川城は落城。その後土居家は帰農し、江戸時代になると、方貞の嫡男である方徳は、浮穴群の大川村、上黒岩村、有枝村の3ヶ村（いづれも現在の久万高原町）の庄屋職に任ぜられる。方徳の嫡男である方純も大川村（現在の久万高原町）にて庄屋を務め、その後も同氏は同村で庄屋職を代々世襲している。四男である方重は、四郎谷村（現在の西予市野村町）に移住し、その嫡男である重次が同村の庄屋職に任ぜられた後は、同氏が同村の庄屋職を代々世襲している。